# Christian Glanzmann

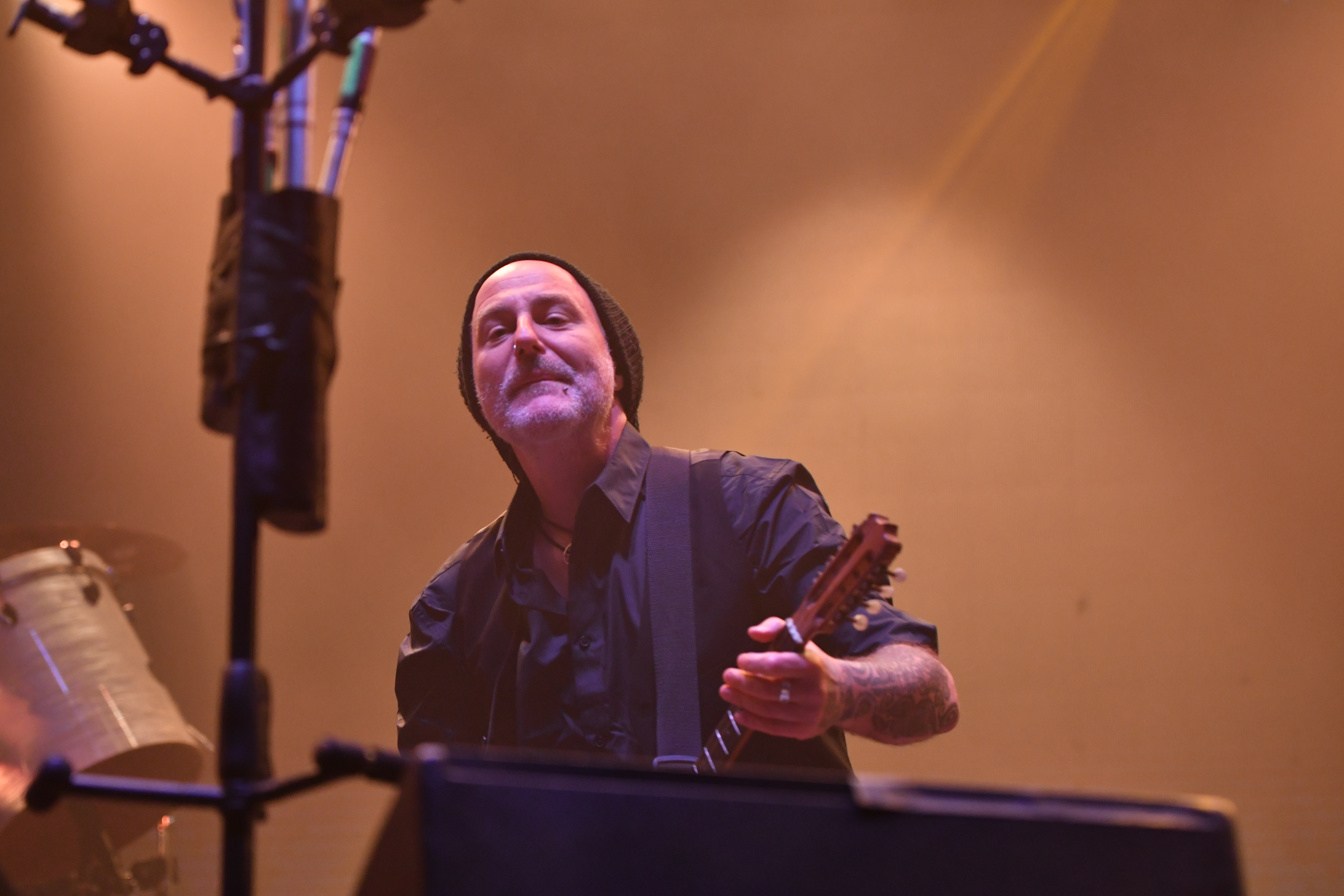
Chrigel Glanzmann (2023)

Christian «Chrigel» Glanzmann (* 26. Mai 1975 in Basel) ist ein Schweizer Musiker, der vor allem als Kopf und Multiinstrumentalist der Folk-Metal-Gruppe Eluveitie bekannt ist. Er ist der Hauptsänger der Band und beherrscht Mandola, Mandoline, Tin und Low Whistle, Gaita, Uilleann Pipes.

## Leben
Christian Oliver Ivan Glanzmann wurde am 26. Mai 1975 als jüngstes von drei Geschwistern in Basel geboren. Sein älterer Bruder, Heinz (* 1966), und seine ältere Schwester begannen in den 1980er Jahren Hardrock wie AC/DC zu hören, was auch Chrigel beeinflusste. Im Alter von sechs Jahren bekam er eine Schallplatte der Band Iron Maiden von seiner Cousine geschenkt, was nach eigenen Angaben letztlich Glanzmanns Leidenschaft für diese Musik prägte. Seine Kindheit war zudem von einem Umzug geprägt. Als 5- bis 14-Jähriger erhielt er Gitarrenunterricht.
Als junger Erwachsener zog Christian Glanzmann zunächst nach Paris und danach nach Zürich, um näher bei der Zürcher Metalszene zu sein. Anfang der 1990er Jahre spielte Glanzmann in mehreren Metalbands, wobei seine Hauptband die 1991 gegründete Gruppe Sacer darstellte. 1992 löste sich diese wieder auf, da viele Mitglieder der Band wegzogen, darunter auch Glanzmann, der nach Frankreich zog, um Französisch zu lernen.
1996 lebte Glanzmann wieder in Zürich, wo er als Buchhändler und nebenberuflich als Musiker arbeitete. Im selben Jahr gründete er auch die Folk-Rock-Band Verveine. Als diese sich 1999 aufgelöst hatte, gründete Glanzmann die Irish-Folk-Band Môr Cylch. Als auch diese Band sich nach rund 2 Jahren aufgelöst hatte, gründete Glanzmann die Irish-Folk-Band Branâ Keternâ, bei der er bis heute Mandola, Tin Whistles und Low Whistles sowie Dudelsack spielt. Branâ Keternâ sind allerdings seit mehreren Jahren nicht mehr aktiv, obwohl Glanzmann und Patrick Kistler, der bei Branâ Keternâ die Gitarre und bei Eluveitie Dudelsack und irische Whistles spielt, wiederholt von einer Wiederaufnahme dieses Projekts gesprochen haben. 
Bereits in den frühen 1990ern war Glanzmann die Idee gekommen, Death Metal und Irish Folk zu vereinen, fand dafür aber keine Mitstreiter, bis er 2002 die Band Eluveitie zuerst nur als Studioprojekt gründete. Diese entwickelte sich mit der Zeit zu einer der bekanntesten europäischen Folk-Metal-Bands. Er ist der Leadsänger der Band und beherrscht zahlreiche Instrumente, darunter Mandola, Tin Whistles und Low Whistles, Uilleann Pipes, Gaita, Dudelsack, Gitarre und Bodhrán. Die Folk-Instrumente brachte er sich eigener Aussage nach autodidaktisch bei.
Glanzmann ist verheiratet und lebt in Illnau-Effretikon.

## Privates
Glanzmann ist begeisterter Hobby-Keltologe und wurde im Zuge dessen auch einmal für einen Vortrag an die Uni Zürich gerufen. Als Lieblingsmusiker gab Glanzmann gegenüber dem deutschen Metal Hammer im Jahr 2009 den Iren Paddy Keenan an, als Lieblingsalbum Old Hag You Have Killed Me der The Bothy Band und als Lieblingsbuch Cäsars Druide von Claude Cueni.

## Diskografie

### Mit Eluveitie
- siehe Eluveitie#Diskografie

### Weitere Tonträger
- 2003: Môr Cylch: Craic (Demo)
- 2004: Branâ Keternâ: Joð (Single)
- 2004: Folkearth: A Nordic Poem (Uilleann Pipes, Bodhrán, Tin Whistle)
- 2009: Excelsis: Standing Stone
- 2011: Fräkmündt: Heiwehland